# Städtische Universität Yokohama

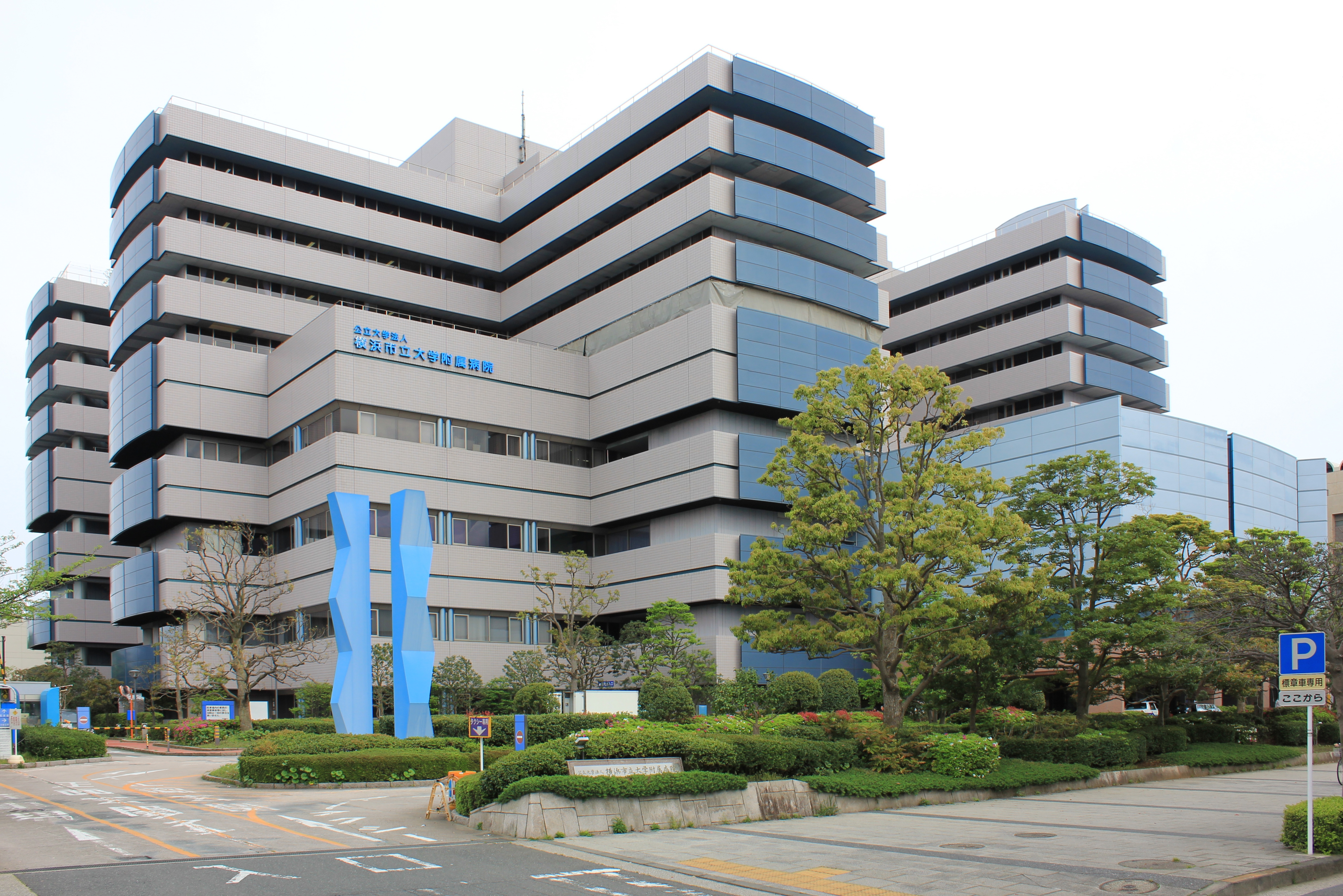
Das Universitätsklinikum (im Fukuura-Campus)

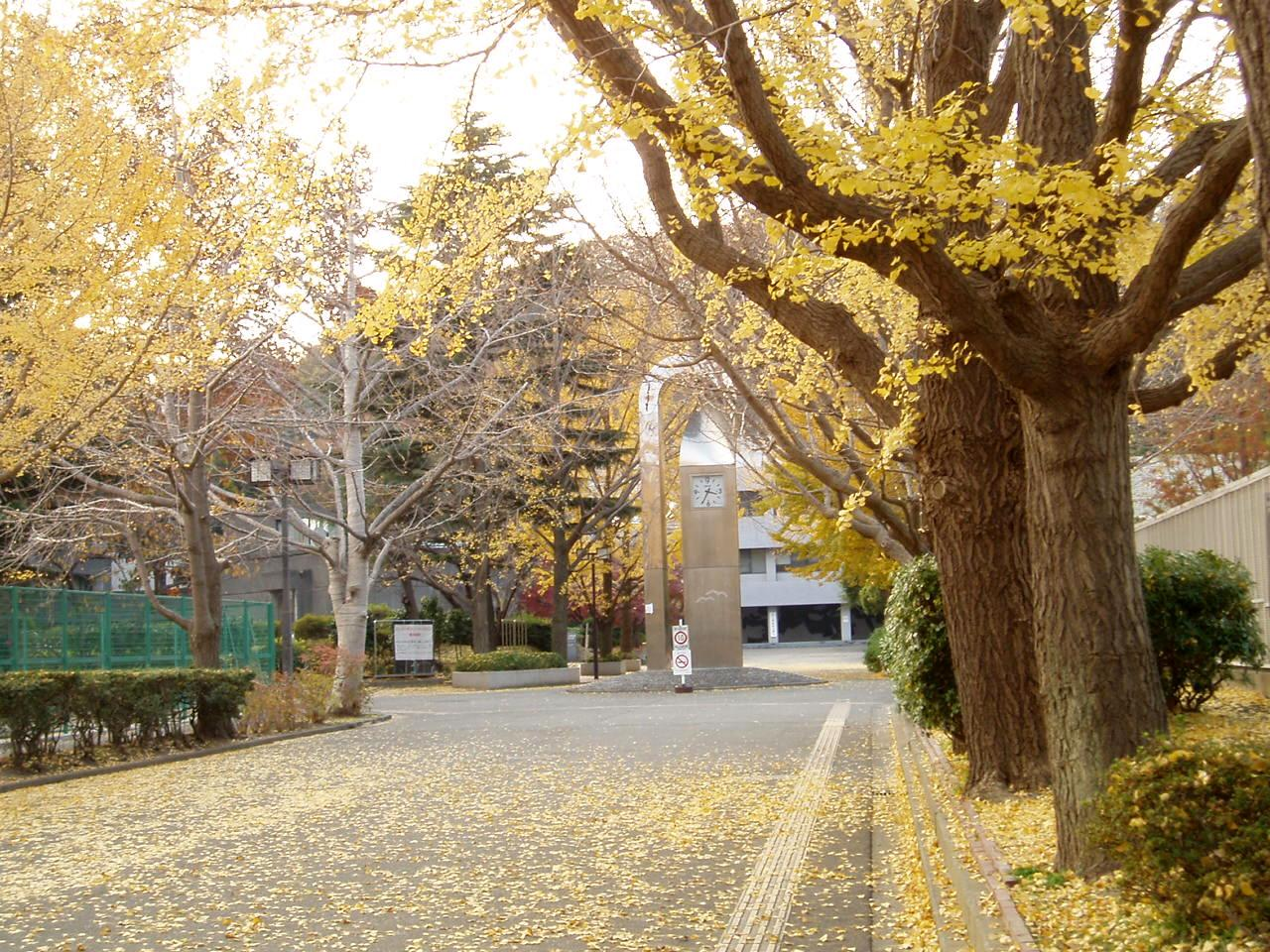
Kanazawa-Hakkei-Campus

Die Städtische Universität Yokohama (jap. 横浜市立大学, Yokohama-shiritsu daigaku; engl. Yokohama City University, kurz: YCU, Shidai 市大) ist eine öffentliche Universität in Japan. Der Hauptcampus (Kanazawa-Hakkei-Campus) liegt in Kanazawa-ku, Yokohama in der Präfektur Kanagawa.

## Geschichte
Ein Ursprung der Universität war die Handels- und Rechtsschule Yokohama (横浜商法学校, Yokohama shōhō gakkō), die 1882 von der Kaufmannsgilde gegründet wurde. 1888 wurde sie in Handelsschule Yokohama (横浜商業学校, Yokohama shōgyō gakkō, kurz: Y-Schule) umbenannt. Sie wurde 1917 eine städtische Schule. 1924 teilte sie die Lernzeit in zwei Teile: ein 5-jähriger Kurs (Alter: 12–17) und ein 2-jähriger Spezialkurs (Alter: 17–19). 1928 wurde der Spezialkurs zur Städtischen Handelsfachschule Yokohama (横浜市立横浜商業専門学校, Yokohama-shiritsu Yokohama shōgyō semmon gakkō, kurz: Y-Fachschule). 1949 entwickelte sich diese zur Städtischen Universität Yokohama.
Ein anderer Ursprung war das 1874 gegründete Jūzen-Krankenhaus (十全医院, Jūzen iin). Es wurde 1891 ein städtisches Krankenhaus. 1944 wurde die Städtische Medizinische Fachschule Yokohama (横浜市立医学専門学校, Yokohama-shiritsu igaku semmon gakkō) beim Krankenhaus gegründet. 1947 entwickelte die Fachschule sich zur Medizinischen Hochschule Yokohama (横浜医科大学, Yokohama ika daigaku), die 1952 zur Medizinischen Fakultät von der Städtischen Universität Yokohama wurde.

## Fakultäten
- Kanazawa-Hakkei-Campus (in Kanazawa-ku, 35° 20′ 2,8″ N, 139° 37′ 3,4″ OKoordinaten: 35° 20′ 2,8″ N, 139° 37′ 3,4″ O)
  - Fakultät für Internationale Allgemeine Wissenschaften
    - Kurse in Liberal Arts und Internationalen Wissenschaften
    - Kurse in Naturwissenschaften
    - Kurse in Wirtschaftswissenschaften
- Fukuura-Campus (in Kanazawa-ku, 35° 20′ 36,3″ N, 139° 39′ 4,6″ O)
  - Medizinische Fakultät

## Bekannte Absolventen
- Ken Hirai (* 1972), Sänger